# 统部镇
统部镇，是中华人民共和国内蒙古自治区赤峰市林西县下辖的一个乡镇级行政单位。

## 行政区划
统部镇下辖以下地区：
小井子村、两间房村、曹家屯村、吉林坝村、甘珠庙村、统部村、水泉村、板石房子村、五四村、碧流汰村、乌兰沟村、敖包河村、大马金沟村和水头村。